# Иванов, Сергей Степанович
Сергей Степанович Иванов (20 мая 1915, Хвалынск, Саратовская губерния — 17 ноября 1941, село Большие Салы, Ростовская область) — советский поэт, переводчик.

## Биография
Родился в 1915 году в Хвалынске. В детстве вместе с матерью — учительницей Александрой Тимофеевной Ивановой — переехал в Баку. Окончив школу, работал корреспондентом газеты «Бакинский рабочий», затем продолжил литературную деятельность в редакции газеты «Пролетарская мысль» (Златоуст), опубликовал несколько стихотворений. В это же время вошёл в литературную группу «Мартен».
Первый сборник стихов Сергей Иванов опубликовал в 1932 году. После возвращения в Баку, c 1934 снова работал в редакции «Бакинский рабочий», а затем в 1938 году занял должность заместителя главного редактора журнала «Литературный Азербайджан». В это время выходит ещё несколько поэтических сборников поэта, а сам он в 1939 году становится членом Союза писателей СССР. Переводил азербайджанских авторов, в том числе выдающегося поэта XIV—XV веков Насими.
С началом Великой Отечественной войны был призван в ряды Красной Армии, служил в звании младшего политрука в редакции политотдела. 17 ноября 1941 года погиб в бою у села Большие Салы Мясниковского района Ростовской области.